# فيكتور روسي (سياسي سويسري)
فيكتور روسي (مواليد 31 أكتوبر 1968) سياسي سويسري وموظف حكومي. عضو في حزب الخضر الليبرالي، أصبح نائبًا لمستشار سويسرا في 1 مايو 2019. في 13 ديسمبر 2023، انتُخب مستشارًا اتحاديًا لسويسرا، خلفًا لوالتر ثورنهير، وتولى منصبه في 1 يناير 2024.